# Flávio Shiró
Flávio Shiró Tanaka (1928, Sapporo, Hokkaido, Japão). Sapporo é uma ilha setentrional de Hokkaido, no Japão. O pintor, desenhista, gravador e cenógrafo possui um estilo chamado de realismo lírico não figurativo, onde pode-se notar a presença da natureza brasileira , através da vegetação, fauna e o objeto humano. Flávio Shiró é considerado o primeiro representante significativo da jovem pintura brasileira. Foi no Brasil que iniciou sua carreira com obras figurativas de caráter expressionista, nos anos de 1940.

## Biografia
Na década seguinte o artista dedicou-se a abstração e em 1960 começou a usar em suas obras os conceitos de figuração e abstração, sempre com o uso de cores escuras, e equilibrando texturas com manchas cromáticas. 
De acordo com Walter Zanini, o preto nos quadros do pintor é vital. Ainda segundo o crítico, o seu próprio ato de pintar é definido como action painting, onde um longo e vertiginoso vetor, com curvas e linhas quebradas são elementos de estabilidade e controle na policromia dionisíaca do conjunto. Já o crítico Georges Boudaille diz que todo o orientalismo em Flávio Shiró está ausente. As linhas, a rapidez do desenho e o seu calor expressivo apenas assinalam o seu gosto pela linha, mas não quer dizer que existe uma ordenação no seu trabalho. Para Boudaille, as obras desse autor são marcadas por um realismo com uma subjetividade nítida.
Frederico Morais afirma que as obras de Shiró estão muito longe do mercado e da mídia. O ato quase religioso de pintar em seu ateliê considerado como um território sagrado faz com o que as suas pinturas fiquem muito longe do estilo panfletário ou demagógico, mas ao mesmo tempo não significam um alheamento dos assuntos como política, economia e tecnologia, pelo contrário, o olhar humanista da arte de Shiró é o que prevalece nas suas obras.

## História
Foi em Tomé-Açu, no Pará, que Flávio Shiró morou com a sua família assim que chegou no Brasil, em 1932, aos quatro anos de idade. Em 1940, a família se muda para São Paulo em busca de melhores condições de vida. É durante esse período que estuda na Escola Profissional Getúlio Vargas e conhece Octávio Araújo, Marcelo Grassman e Luiz Sacilotto. Sua primeira pintura surge em 1942 e já aos 15 anos de idade Shiró começa a trabalhar pintando cerâmica e depois na Metro Goldywn Mayer, com cartazes para cinema.
Frequentando o Grupo Santa Helena, conhece Alfredo Volpi e Francisco Rebolo, em 1943. Ainda nos anos 40 muda-se para o Rio de Janeiro, onde começa a trabalhar em uma molduraria. Em 1960 ganha uma bolsa de estudos em Paris e viaja para o país, onde permanece de 1953 até 1983.Lá fora estudou técnicas de mosaico com Gino Severini, de gravura e litografia na Ecole Nationale des Beaux Arts. Quando volta para morar no Brasil novamente, começa a viver em Salvador (Bahia), e já tinha realizado várias exposições individuais e coletivas em Paris, na Europa e no Brasil. 

## Acervos[1]
As obras de Flávio Shiró estão disponíveis nos seguintes acervos:
- Pinacoteca do Estado de São Paulo - Pesp

- Ville de Paris - França

- Museu de Arte Moderna do Rio de Janeiro - MAM/RJ

- Museu de Arte Moderna - Havana (Cuba)

- Museu Nacional de Belas Artes, Rio de Janeiro

- Museu de Arte Contemporânea da Universidade de São Paulo - MAC/USP

- Fonds National D'Art Contemporain - França

- Museu de Arte Moderna de Salvador - MAM/BA

- Hara Museum of Contemporary Art - Tóquio (Japão)

## Exposições Individuais[1]
- 1950 - Rio de Janeiro RJ - Primeira individual, na Enba

- 1952 - São Paulo SP - Individual, no Clube Cerejeira

- 1956 - Paris (França) - Individual, na Galeria Arnaud

- 1959 - Paris (França) - Individual, na Galeria Arnaud

- 1959 - Rio de Janeiro RJ - Individual, no MAM/RJ

- 1959 - São Paulo SP - Individual, na Galeria São Luís

- 1960 - Salvador BA - Individual, no MAM/BA

- 1962 - Paris (França) - Individual, na Galerie H.Legendre

- 1963 - Rio de Janeiro RJ - Individual, na Petite Galerie

- 1963 - Salvador BA - Individual, na Galeria Querino

- 1963 - São Paulo SP - Individual, na Faap

- 1965 - Rio de Janeiro RJ - Individual, no MAM/RJ

- 1969 - Bruxelas (Bélgica) - Individual, na Galerie Arcanes

- 1973 - Paris (França) - Individual, na Galeria L'Oeil de Boeuf

- 1974 - Rio de Janeiro RJ - Individual, na Petite Galerie

- 1974 - São Paulo SP - Pastels de Flavio-Shiró, na Galeria Arte Global

- 1975 - Washington (Estados Unidos) - Individual, no Brazilian-American Cultural Institute

- 1977 - Paris (França) - Individual, na Galerie L'Oeil de Boeuf

- 1978 - São Paulo SP - Individual, no Gabinete de Arte

- 1981 - Rio de Janeiro RJ - Individual, na Galeria Saramenha

- 1983 - Paris (França) - Individual, na Espace Latino-Américain

- 1983 - Rio de Janeiro RJ - Individual, na Galeria Saramenha

- 1983 - São Paulo SP - Individual, na Paulo Figueiredo Galeria de Arte

- 1985 - São Paulo SP - Flavio-Shiró: pinturas, na Galeria de Arte São Paulo

- 1986 - Rio de Janeiro RJ - Individual, na Galeria Saramenha

- 1989 - Rio de Janeiro RJ - Individual, na Galeria Thomas Cohn

- 1993 - Bourges (Bélgica) - Individual, na Maison de La Culture

- 1993 - Rio de Janeiro RJ - Trajetória: 50 anos de pintura de Flavio-Shiró, no MAM/RJ

- 1993 - Tóquio (Japão) - Trajetória: 50 anos de pintura de Flavio-Shiró, no Hara Museum of Contemporary Art

- 1994 - São Paulo SP - Trajetória: 50 anos de pintura de Flavio-Shiró, no Masp - prêmio retrospectiva

- 1998 - Niterói RJ - Flávio-Shiró na Coleção João Sattamini e Obras Recentes, no MAC/Niterói

- 1999 - São Paulo SP - Individual, na Galeria Nara Roesler

- 2003 - São Paulo SP - Individual, na Galeria Nara Roesler

- 2008 - São Paulo SP - Flavio-Shiró: pintor de três mundos: 65 anos de trajetória, no Instituto Tomie Ohtake

- 2008 - Belém PA - Flavio-Shiró: pintor de três mundos: 65 anos de trajetória, no Museu Casa das Onze Janelas

- 2008 - Belém PA - Trajetória de Tomé-Açu ao Mundo, no Museu Casa das Onze Janelas

- 2008 - Rio de Janeiro RJ - Flavio-Shiró: pintor de três mundos: 65 anos de trajetória, no Centro Cultural Correios

## Prêmios (seleção)
- 1952, 1º Salão Sebikai - medalha de ouro, São Paulo[3]
- 1989, Prêmio Itamaraty, 20ª Bienal Internacional de Arte de São Paulo[4]